# Jaska Raatikainen

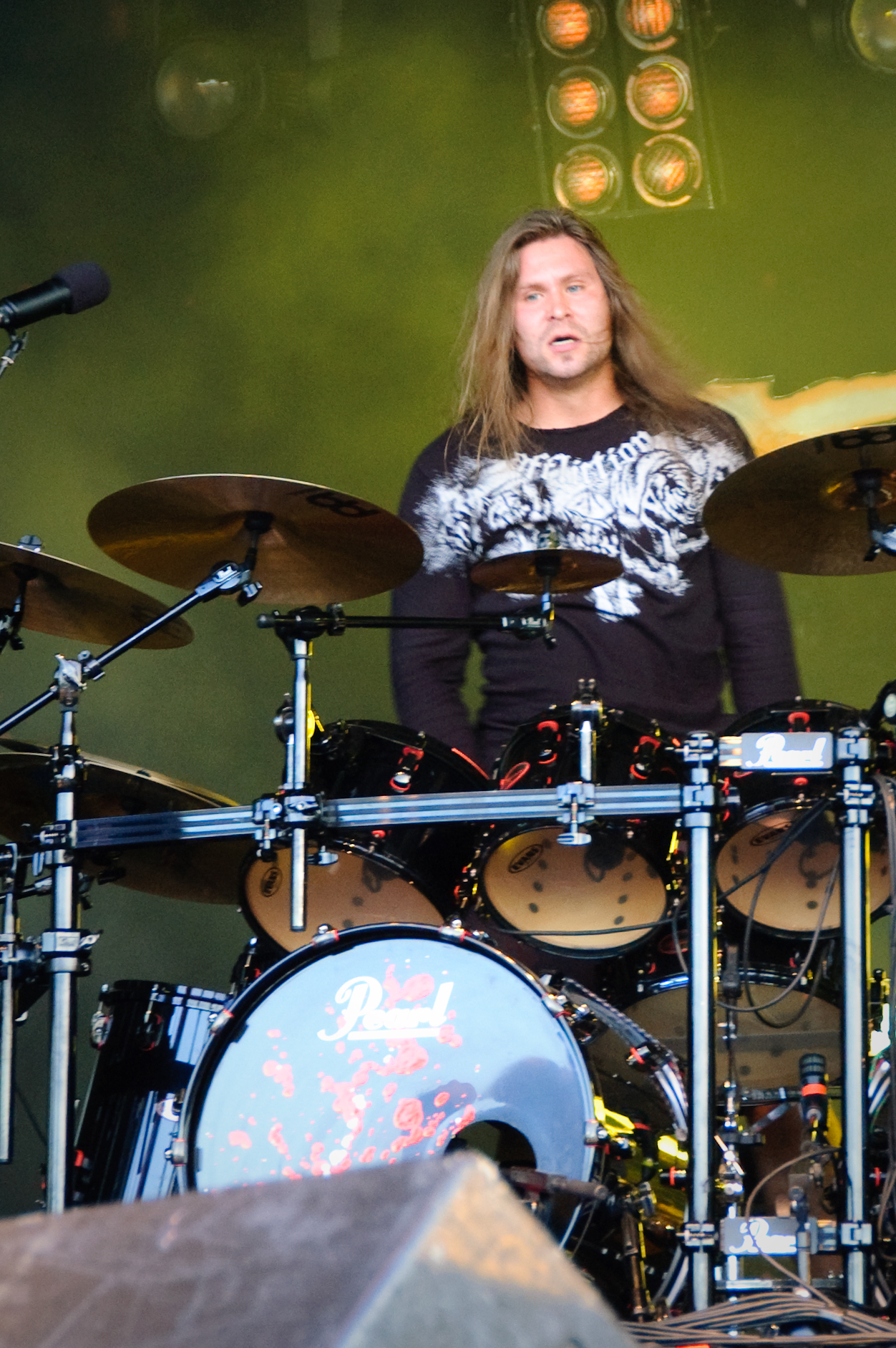
Jaska Raatinkainen beim Ilosaarirock 2009

Jaska Raatikainen (* 18. Juli 1979 in Espoo) ist ein finnischer Musiker, der als Schlagzeuger der Melodic-Death-Metal-Band Children of Bodom bekannt geworden ist.

## Leben
Raatikainen wurde am 18. Juli 1979 in Lappeenranta, einer finnischen Stadt, geboren. Als Kind begann er, Klavier und Waldhorn spielen zu lernen. 1991 oder 1992 zog er mit seiner Familie nach Espoo, eine Nachbarstadt Helsinkis. In seiner neuen Schulklasse traf er auf Alexi Laiho. Beide mochten Hard-Rock- und Metal-Musik, zum Beispiel von Metallica und Guns N’ Roses. Zusammen beschlossen sie, eine Band zu gründen und Raatikainen begann deshalb, Schlagzeug spielen zu lernen. Anfangs spielte die Band, die Inearthed genannt wurde, Coverversionen von ihren Lieblingsinterpreten, doch 1993 nahmen sie ihre erste Demo auf, auf der Eigenkompositionen zu hören waren. Raatikainen spielte noch einige Jahre in einer Big Band, wo er auch auf den Trompeter und E-Gitarristen Alexander Kuoppala traf, der später in die Band aufgenommen wurde. Nachdem noch ein Bassist und ein Keyboarder die Besetzung verstärkt hatten, wurde die Band in Children of Bodom umbenannt und bekam einen Plattenvertrag bei Spinefarm Records. 
In den nächsten Jahren war Raatikainen viel mit Tourneen und Aufnahmen bei Children of Bodom beschäftigt, fand jedoch auch Zeit für einige Nebenprojekte: 2000 hatte er einen Kurzauftritt in einer finnischen Seifenoper. Im Mai 2001 half er der Band Virtuocity, die noch einen Schlagzeuger benötigte, bei den Aufnahmen ihres Debütalbums. Im Juli 2001 und im November und Dezember 2002 spielte er bei der Dark-Metal-Band Evemaster das Schlagzeug auf ihrem Albums Wither ein. 2004 wurde er erneut von Evemaster um Hilfe gebeten und so spielte er auf ihrem Album Lacrimae Mundi. Im Jahr 2003 gründeten Kristian Ranta (Norther), er und eine Sängerin die Band Gashouse Garden. Sie nahmen eine Demoaufnahme auf und suchten einen Plattenvertrag. Nachdem dies aber erfolglos blieb und die Mitglieder zu viel mit ihren eigenen Bands zu tun hatten, wurde das Projekt eingestellt. Außerdem half er bei einer Tour von Sinergy für den verletzten Schlagzeuger aus und spielte bei einem Norther-Konzert Schlagzeug.

## Diskografie
Children of Bodom
- 1997: Something Wild
- 1999: Hatebreeder
- 1999: Tokyo Warhearts
- 2000: Follow the Reaper
- 2003: Hate Crew Deathroll
- 2005: Are You Dead Yet?
- 2006: Chaos Ridden Years: Stockholm Knockout Live
- 2008: Blooddrunk
- 2009: Skeletons in the Closet
- 2011: Relentless Reckless Forever
- 2013: Halo Of Blood
- 2015: I Worship Chaos
- 2019: Hexed

Evemaster
- 2002: Wither
- 2004: Lacrimae Mundi